# Cebrion

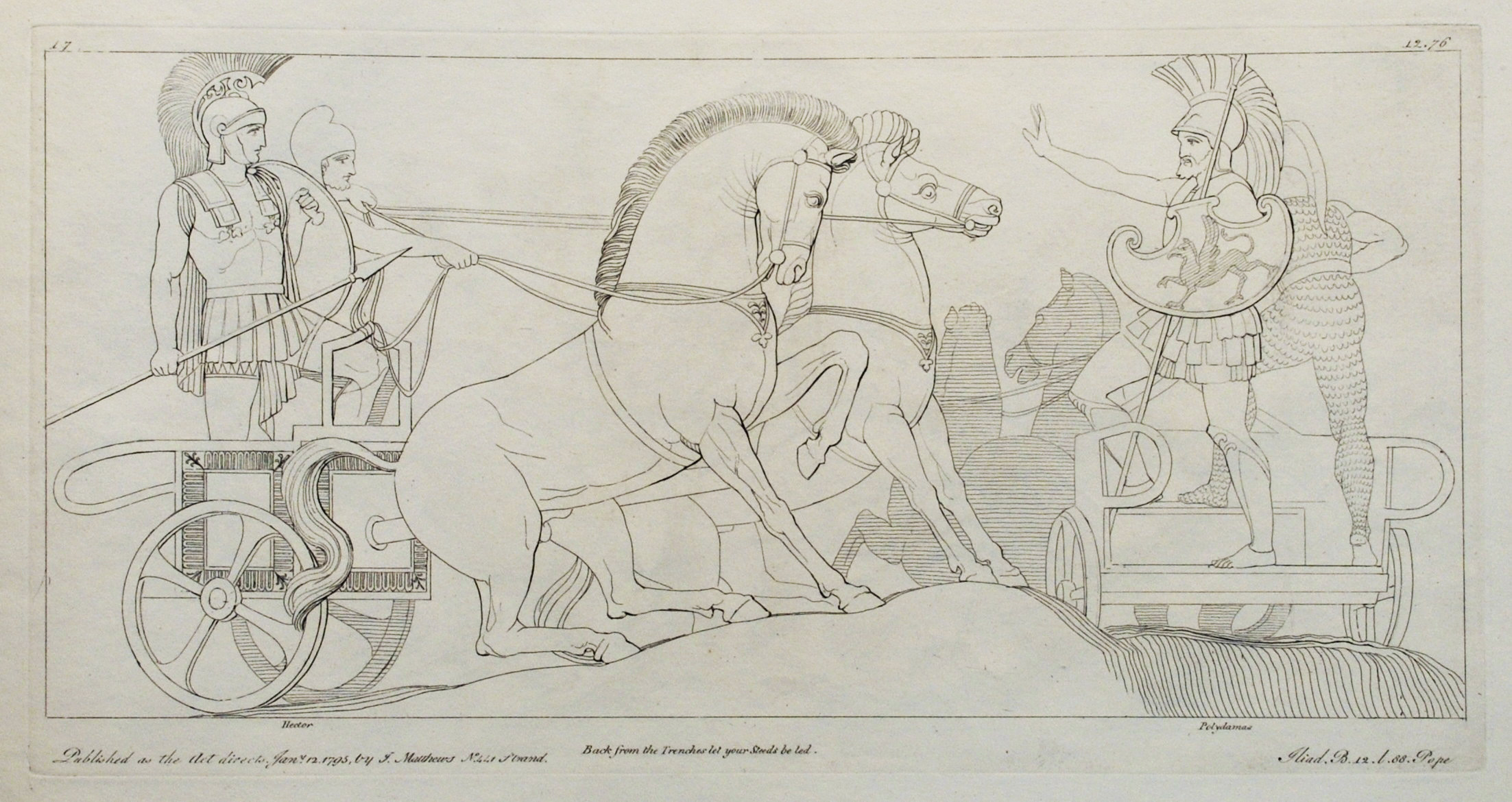
Cebrion é filho do herói Príamo e de uma escrava, na Guerra de Troia foi condutor do carro de Heitor, foi morto por Pátroclo.

Na mitologia grega, Cebrion é filho do herói Príamo e de uma escrava, na Guerra de Troia foi condutor do carro de Heitor (Herói troiano), foi morto por Pátroclo.